# Basim Muhammad
Basim Muhammad Hamdin (arab. باسم محمد حمدين) – egipski zapaśnik walczący w stylu wolnym. Srebrny medalista mistrzostw Afryki w 2012. Mistrz Afryki juniorów w 2006 roku.